# Kościół ewangelicki w Sulęczynie

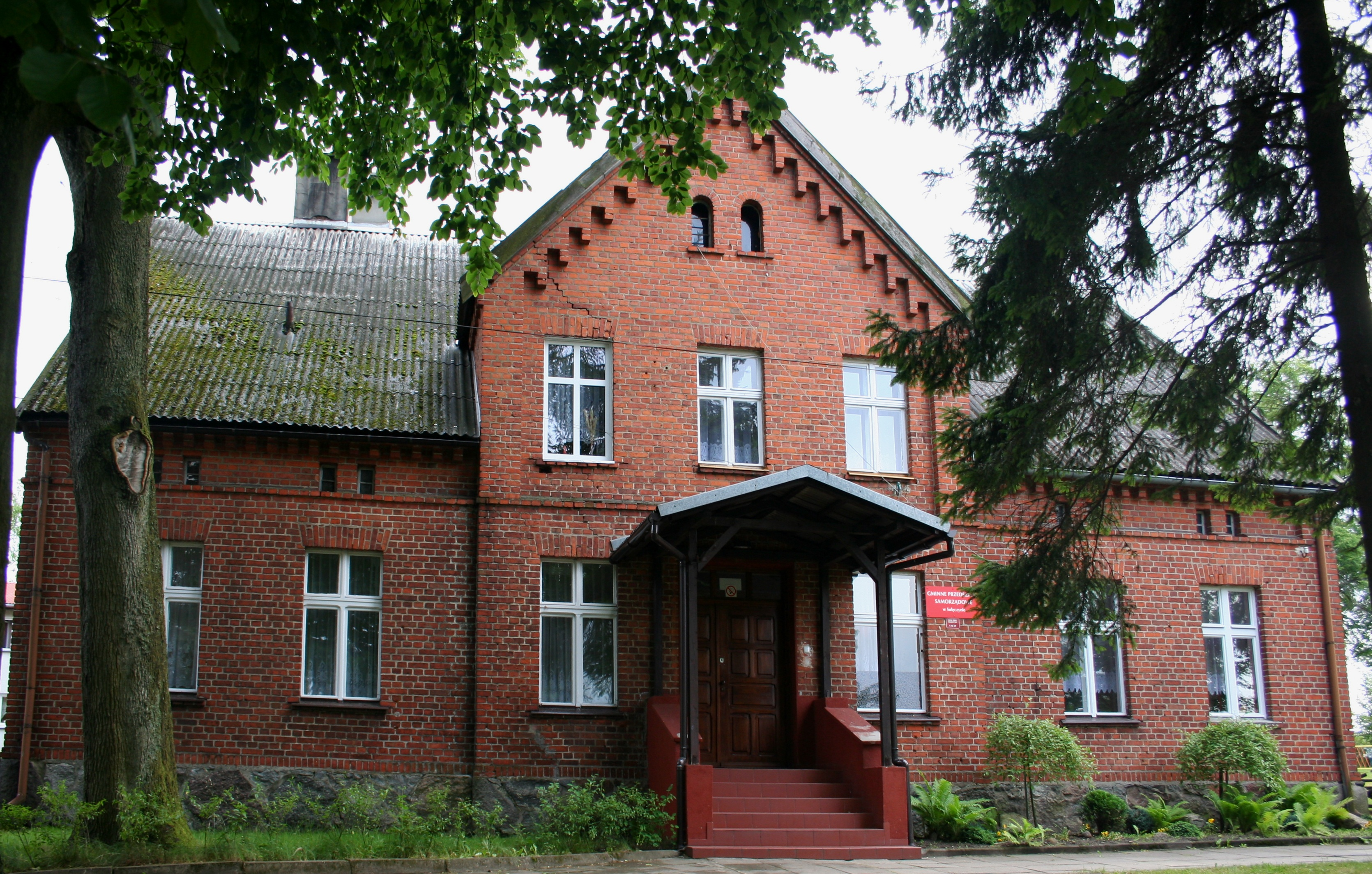
Przedszkole w Sulęczynie w dawnej pastorówce (rok 2010)

Kościół ewangelicki w Sulęczynie – świątynia ewangelicka, która znajdowała się w Sulęczynie od końca XIX w. do lat 70. XX wieku.

## Historia
W 1885 Sulęczyno zamieszkiwało 536 osób, w tym 409 katolików, 108 ewangelików oraz 19 Żydów. W tym czasie znajdowała się tutaj świątynia ewangelicka. Pod koniec XIX wieku zwiększyła się liczba wyznawców protestantyzmu. Wzniesiono wówczas nowy kościół na ich potrzeby oraz towarzyszącą mu plebanię (pastorówkę). W tym samym czasie otwarto cmentarz ewangelicki przy ul. Szydlickiej (szosa od Lipusza).
W okresie II Rzeczypospolitej kościół był we władaniu parafii liczącej 190 wiernych i należącej do Superintendentury Kartuzy Ewangelickiego Kościoła Unijnego.
Parafia ewangelicka w Sulęczynie jest wymieniona w załączniku do rozporządzenia Prezydenta Rzeczypospolitej z dnia 6 marca 1928 r.
o zwołaniu Synodu Nadzwyczajnego Ewangelickiego Kościoła Unijnego (nr bieżący 13).
W latach 70. XX wieku kościół ewangelicki w Sulęczynie został rozebrany do fundamentów. W dawnej plebanii ewangelickiej siedzibę znalazło należące do gminy przedszkole.